# Цмин Буша
{{#ifeq:0|0|{{#if:Helichrysum buschii|{{#if:|[[]}}|[[]]}}}}
Цмин Буша (Helichrysum buschii) — вид рослин із родини айстрових (Asteraceae).

## Середовище проживання
Країни проживання: Україна (Крим). Голотип виду зібрано на дорозі від Бахчисарая у Черкес-Кермен. 